# Joane
Joane es una freguesia portuguesa del concelho de Vila Nova de Famalicão, con 7,25 km² de superficie y 7.528 habitantes (2001). Su densidad de población es de 1 038,3 hab/km².